# Lamma kraftverk

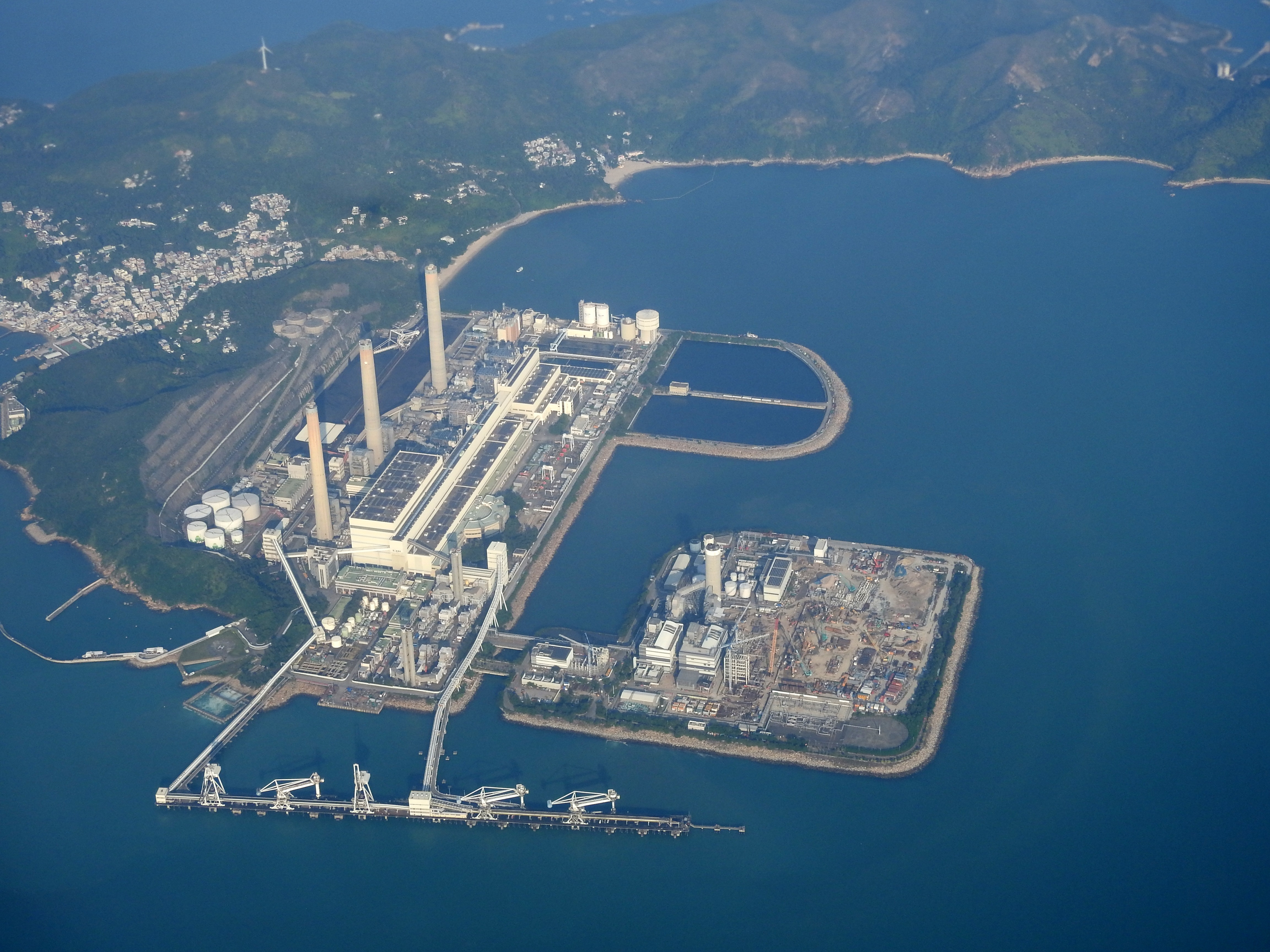
Lamma Power Station

 Lamma kraftverk är ett värmekraftverk strax utanför Hongkong. Det har en installerad produktionskapacitet på 3796 MW, fördelat på 15 turbiner. Bränsletypen är kol (8 block) och naturgas (5 block), plus två kombinationsblock och en vindkraftsturbin. Operatör är Hong Kong Electric Company. Kraftverket byggdes 1982.